# Нявкун зелений
Нявкун зелений (Ailuroedus crassirostris) — вид горобцеподібних птахів родини наметникових (Ptilonorhynchidae).

## Поширення
Ендемік Австралії. Поширений вздовж східного узбережжя країни на сході Нового Південного Уельсу та на південному сході Квінсленду. Мешкає в тропічних та субтропічних низовинних лісах та евкаліптових лісах.

## Опис
Птах завдовжки 31 см, вагою 167—289 г. Це птахи з масивною і пухкою зовнішністю, з маленькою та округлою головою, міцним конічним дзьобом, злегка зігнутим донизу, витягнутими і міцними ногами, довгими крилами і досить довгим, тонким і фігурним хвостом. Оперення зеленого кольору, темнішого на спині та крилах і жовтувато-зеленого на грудях і череві. Голова темно-сірого кольору. Навколо очей є кільце чисто-білого кольору. На грудях, череві та крилах є білі крапки. Очі темно-червоні, ноги сіро-блакитні, а дзьоб рожевого кольору.

## Спосіб життя
Трапляється парами або невеликими сімейними групами. Територіальний вид, активно захищає свою територію від інших птахів свого виду. Поклик нявкуна зеленого нагадує жалібне нявкання кота або крик немовляти. Живиться фруктами (переважно інжиром), ягодами, насінням, бруньками, квітами, а в період розмноження комахами, дрібними безхребетними та жабами.
Утворює моногамні пари. Сезон розмноження триває з середини вересня до початку березня, а пік вилуплення припадає на жовтень — грудень. Чашоподібне гніздо будує самиця в середині папороті або чагарника. У гнізді 2-3 яйця кремово-білого кольору. Інкубація триває 23-24 дні. Насиджує самиця, а самець в цей час годує і захищає її. Пташенята залишають гніздо через три тижні після вилуплення, але тримаються разом з батьками ще впродовж деякого часу.